# Edmondo Turci
Edmondo Turci (Santarcangelo di Romagna, 23 settembre 1937) è un ingegnere, scrittore e ricercatore italiano.

## Biografia
Si diploma al liceo scientifico Serpieri di Rimini e dopo il biennio all'Università di Bologna si trasferisce al Politecnico di Torino dove si laurea nel 1962. 
Entra in Salmoiraghi dove è impegnato in progetti con applicazioni civili, militari e spaziali quali sistemi di stabilizzazione, sensori e ECCM. Alla fiera di Milano del 1966 espone i sensori, il registratore e data handling della capsula del lanciatore ELDO. Successivamente all’esperienza in Salmoiraghi, lavora con Aeritalia e Alenia a progetti per lo spazio per la NASA e militari per la NATO. Le applicazioni in questo ambito sono tra le più disparate, dispositivi per il rilascio di satelliti in orbita e sistemi di docking. Parallelamente alla carriera aziendale, collabora ad attività di ricerca con il Politecnico di Torino e il Politecnico di Milano nel campo dei sistemi di controllo nelle grandi strutture sollecitate da vibrazioni sismiche, vento, etc. tramite un nuovo approccio denominato IRIS.
Nei primi anni settanta comincia ad interessarsi al Buddismo e diventa discepolo di Ghesce Rabten nel 1978 secondo la tradizione del Dalai Lama. Frequenta il monastero di Nalanda in Francia dove riceve gli insegnamenti del Geshe Jampa Tegchok. Diventa monaco buddista con il nome di Thubten Rinchen nel 1993,  ordinato nella tradizione del Dalai Lama da Lama Zopa Rinpoce, e fonda nello stesso anno il Centro Studi Maitri Buddha di Torino. Nel 2006 viene ammesso al monastero di Gaden Jangtse e riceve da Rinpoche Lobsang Tsephel il nuovo nome di Lobsang Sanghye. È tra i rappresentanti delle diverse religioni invitati ad accendere un "Cero della pace" con il Dalai Lama durante l'incontro tenutosi nel 2007 all'Auditroium RAI di Torino.

## Opere

### Come Edmondo Turci
- Corso di strumentazione aeronautica e sistemi, Milano, Clup, 1976
- Il vuoto come realtà, Pinerolo, Alzani, 1980
- Joint technologies and junction concepts for large space systems, in International Astronautical Congress, 32nd, Rome, Italy, Sept. 6-12, 1981, International Astronautical Federation, 1981, IAF Paper 81-380
- Sistemi per il controllo automatico della navigazione e dell'assetto di velivoli e veicoli spaziali, Milano, Clup, 1982, ISBN 88-7005-539-6
- Un lampo di vacuità, Torino, Psiche, 1983, ISBN 978-88-85142-14-5
- Robot senza miti, Milano, Clup, 1987, ISBN 88-7005-697-X
- Transportation of Payloads from Sub-orbital trajectory to the space station using long tethers, in Space tethers for science in the space station era; Proceedings of the Second International Conference, Venice, Italy, Oct. 4-8, 1987, Bologna, Società Italiana di Fisica, 1988, p. 552-558
- A New Physical Treatment, Involving Root Locus Techniques, of a Servo-assisted Dynamic Damper for the Monomass Oscillator: the 'IRIS' Project, in Machine Vibration, Vol. 5, n. 1, Springer-Verlag London Limited, 1996

### Come Thubten Rinchen
- La mente del risveglio, Torino, Psiche, 1996, ISBN 978-88-85142-14-5
- La via di mezzo, Torino, Psiche, 2000, ISBN 978-88-85142-54-1
- Coscienza, Torino, Psiche, 2005, ISBN 978-88-85142-73-2

### Come Lobsang Sanghye
- Intelligenza, Torino, Pische, 2007, ISBN 978-88-85142-89-3
- Il pensiero unico e la vita infinita, Torino, Pische, 2010, ISBN 978-88-96093-10-8
- La leggerezza della solitudine, Torino, Pische, 2014, ISBN 978-88-96093-40-5
- Mente e vita, Torino, Pische, 2016, ISBN 978-88-96093-65-8
- Il pensiero astratto, Torino, Psiche, 2019, ISBN 978-88-96093-84-9